# Сипакира
Сипакира (исп. Zipaquirá) — город и муниципалитет в Колумбии, в департаменте Кундинамарка.

## Население
Около 28947 тыс. жителей